# Gustav Anton von Wietersheim
Gustav Anton von Wietersheim (11. února 1884 Breslau – 25. dubna 1974 Göttingen) byl německým důstojníkem v hodnosti generál pěchoty a velícím generálem XIV. tankového sboru.

## Život
Po ukončení kadetky vstoupil roku 1902 do armády v hodnosti Fähnrich. V roce 1903 byl povýšen do hodnosti Leutnant (poručík) v pluku Königin Augusta Garde-Grenadier-Regiment Nr. 4.
Na začátku první světové války byl povýšen do hodnosti Hauptmann (kapitán). V roce 1917 byl převelen k velkému generálnímu štábu a následně do štábu 3.divize a do generálního štábu XXV.Reserve-Korps.

### Období mezi válkami
Po skončení války byl převzat do Reichswehru a v roce 1925 povýšen do hodnosti majora. Následně byl převelen na ministerstvo Reichswehru do oddělení T 4. V roce 1929 převzal velení nad batalionenm 17. pěšího pluku v Goslaru. V roce 1930 byl povýšen do hodnosti Oberstleutnant (podplukovník). V roce 1932 se stal šéfem štábu 3.divize. kavalérie a v následujícím roce jako Oberst (plukovník) velel štábu 3.pěší divize. V roce 1934 byl odvelen na ministerstvo Reichswehru do oddělení T 1. V dubnu 1936 byl povýšen do hodnosti Generalleutnant a ve funkci jej v říjnu stejného roku nahradil Erich von Manstein a Wietersheim převzal velení nad 29. pěší divizí. V únoru 1938 byl povýšen do hodnosti General der Infanterie (generál pěchoty) a počátkem dubna převzal velení nad nově sestaveným XIV. motorizovaným armádním sborem v Magdeburgu.

### Druhá světová válka
V roce 1939 se se svým sborem účastnil invaze do Polska. Zde velel německým jednotkám v bitvě u Kocku mezi 2. a 6. říjnem. Jednalo se o poslední bitvu tohoto konfliktu. V roce 1940 se zúčastnil bitvy o Francii a v roce 1941 balkánského tažení. Za účast v balkánském tažení mu byl udělen Rytířský kříž Železného kříže. Na počátku války proti Sovětskému Svazu 22. června 1941 byl jeho sbor přidělen pancéřové skupině 1, později 1. tanková armáda, která byla podřízena Skupině armád Jih. S touto armádou se von Wietersheim účastnil bitva o Kyjevský kotel. V zimě 1941/42 bránil jeho sbor pozice na řece Mius. V červnu 1942 byl jeho sbor přejmenován na XIV. tankový sbor a v srpnu 1942 byl podřízen 6. armádě pro útok na Stalingrad. V polovině září 1942 byl Wietersheim Hitlerem odvolán, protože navrhoval ze Stalingradu ustoupit. Musel XIV. tankový sbor opustit do 24 hodin a byl ve velení nahrazen Hans-Valentinem Hube. Po odvolání byl poslán do Führerreserve (velitelská záloha) a do konce války již neměl další velitelský post.
Po skončení války vypovídal jako svědek u procesů v Norimberku.